# Malé Ripňany
Malé Ripňany és un poble i municipi d'Eslovàquia que es troba a la regió de Nitra, al sud-oest del país. El 2011 tenia 547 habitants.

## Història
La primera menció escrita de la vila es remunta al 1390.

## Demografia
| Godina             | 1994 | 2004   | 2014   | 2024   |
| ------------------ | ---- | ------ | ------ | ------ |
| Nombre de persones | 490  | 525    | 550    | 551    |
| Diferència         |      | +7,14% | +4,76% | +0,18% |

| Godina             | 2023 | 2024   |
| ------------------ | ---- | ------ |
| Nombre de persones | 553  | 551    |
| Diferència         |      | −0,36% |